# Vaskupola
A Vaskupola (héberül: כִּפַּת בַּרְזֶל, Kippat Barzel) egy izraeli légvédelmi rakétarendszer, amelyet elsősorban tüzérségi lövedékek és rakéták ellen fejlesztett ki a RAFAEL vállalat. A rendszer elsődleges feladata megóvni a településeket az ellenséges rakétatámadásoktól, melyeket leginkább a Gázai övezetből indítanak az ellenséges palesztin haderők, például a Hamász. A Vaskupola 95% fölötti hatékonysággal likvidálja az ellenséges rakétákat, és fejlettségének köszönhetően akár tüzérségi támadásokat is ki tud védeni.